# Theofilos
Theofilos, auch Theophilos, griechisch Θεόφιλος, (* um 1870 in Lesbos; † 22. März 1934 ebenda) war ein griechischer naiver Maler.

## Werdegang
Sein voller Name war Theofilos Chatzimichail (auch Hatzimichail, griechisch Θεόφιλος Χατζημιχαήλ).
Das genaue Geburtsjahr von Theofilos ist nicht bekannt. Als sicher gilt, dass er zwischen 1867 und 1870 auf der Insel Lesbos geboren wurde. Sein Vater Gabriel Kephalas war Schuster, seine Mutter, Penelopi Chatzimichail, war die Tochter eines Ikonenmalers.
Theofilos zeigte als Kind mittelmäßige schulische Leistungen, er hatte aber früh ein Interesse für die Malerei, die er bei seinem Großvater kennenlernte.
Theofilos Jugend war schwer. Im Alter von 18 Jahren verließ er das familiäre Umfeld und ging nach Smyrna, wo er als Pförtner beim griechischen Konsulat arbeitete. Dort blieb er einige Jahre, bevor er sich um das Jahr 1897, auf der Suche nach Arbeit, in der thessalischen Stadt Volos niederließ. Dort verdiente er Geld, indem er Häuser und Geschäfte mit Wandmalereien ausschmückte. Wandmalereien aus dieser Zeit haben sich noch erhalten. Die meiste Zeit seines Lebens verbrachte er auf dem Berg Pilion. In dieser Zeit kümmerte sich der Grundbesitzer Ioannis Kontos um ihn, in dessen Auftrag er viele seiner Werke schuf. Das Haus von Kontos ist heute ein Theofilos-Museum.

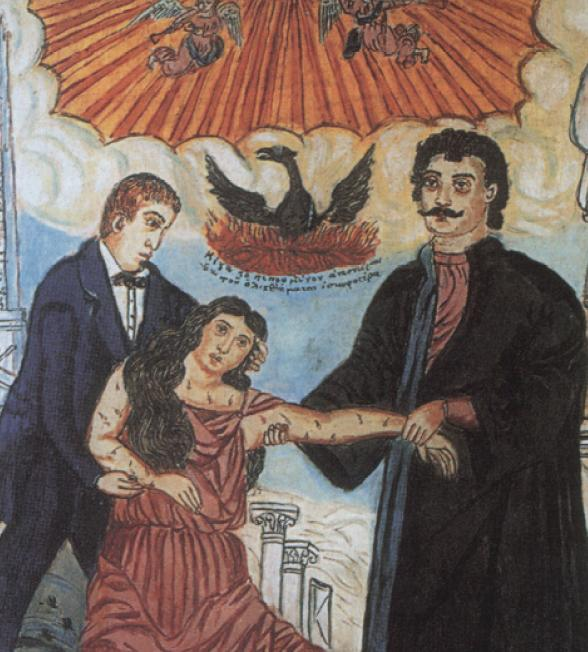
Theofilos: Adamantios Korais und Rigas Fereos helfen Griechenland sich zu erheben

Theofilos, der sich – oft unter dem Gespött seiner Zeitgenossen – auch privat gerne in die griechische Nationaltracht mit dem kurzen Faltenröckchen Fustanella kleidete, befasste sich neben der Malerei mit der Veranstaltung von volkstümlichen Theateraufführungen am Nationalfeiertag und beim Karneval. Dabei spielte er selbst die Hauptrolle, entweder verkleidet als Alexander der Große oder als ein Held des griechischen Befreiungskrieges. Die Kostüme stellte er dabei selbst her.
Erst im Jahr 1927 kehrte er nach Lesbos zurück. Es heißt, er habe Volos nach einem Streit in einem Kafenion verlassen, nachdem ihn jemand, um sich zu belustigen, von einer Leiter gestoßen hatte, auf die er gestiegen war, um ein Wandbild zu malen. Für eine kleine Entlohnung, in der Regel einen Teller Essen und ein wenig Wein, malte er weiter Bilder. Viele seiner Bilder aus dieser Zeit sind verloren gegangen, entweder aufgrund natürlichen Zerfalls oder durch Zerstörung durch ihre Besitzer.
In Lesbos traf ihn der in Paris lebende angesehene Kunstkritiker und Verleger Stratis Eleftheriades (bekannt als Tériade). Elefhteriades ist zum großen Teil die Anerkennung und Wertschätzung der Werke von Theofilos sowie dessen internationale Bekanntheit zu verdanken, die indes erst nach dem Tod von Theofilos eintrat. Er starb im Jahre 1934, wahrscheinlich an einer Lebensmittelvergiftung. Ein Jahr später wurden seine Bilder im Louvre ausgestellt, als Beispiele volkstümlicher Malerei.
Auf Kosten von Eleftheriades wurde 1964 auf Lesbos das Theofilos-Museum eröffnet. Es befindet sich in Theophilos’ Heimatdorf Variá, heute ein Vorort von Mytilini.

## Werke (Auswahl)

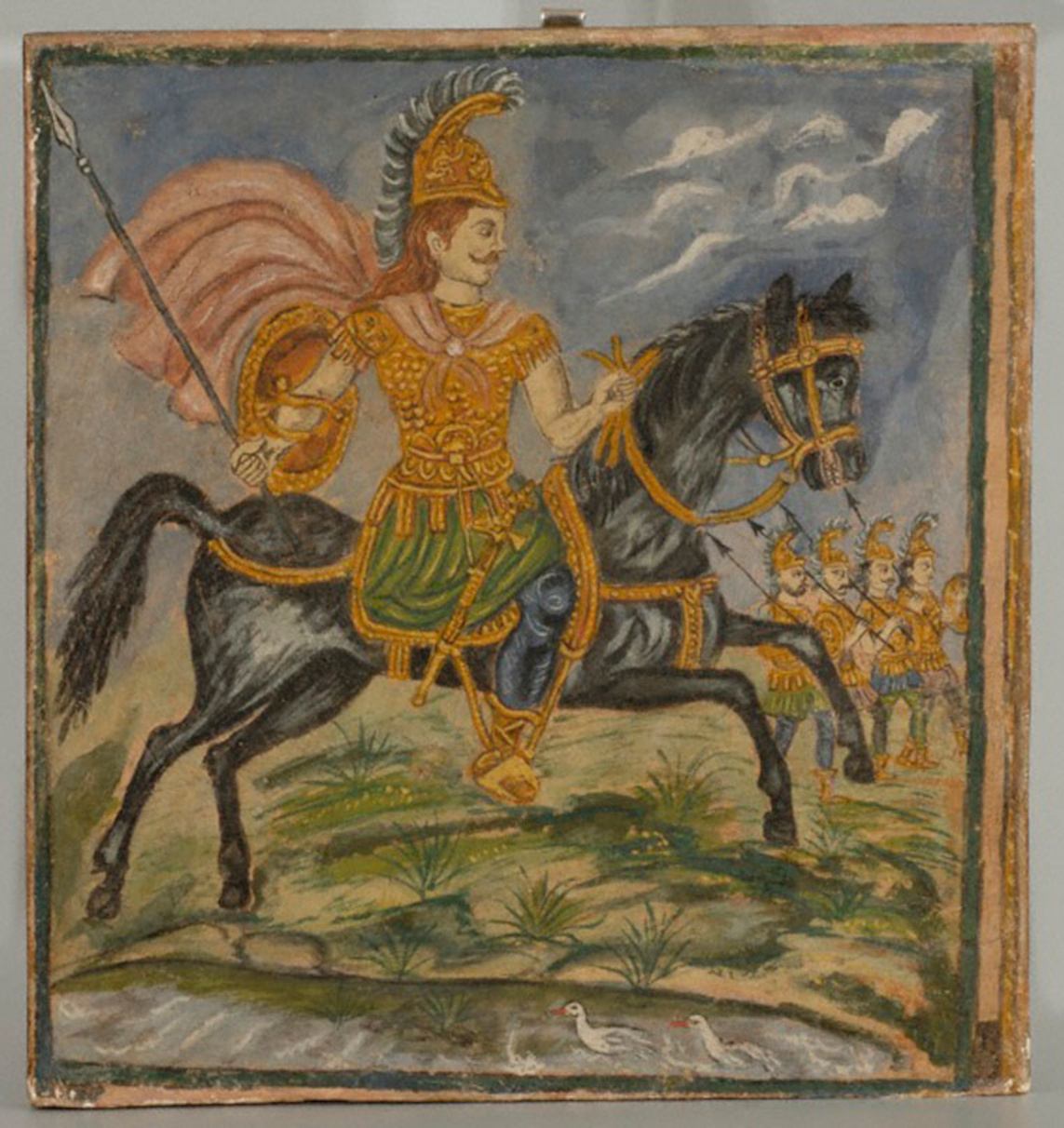
Alexander der Große
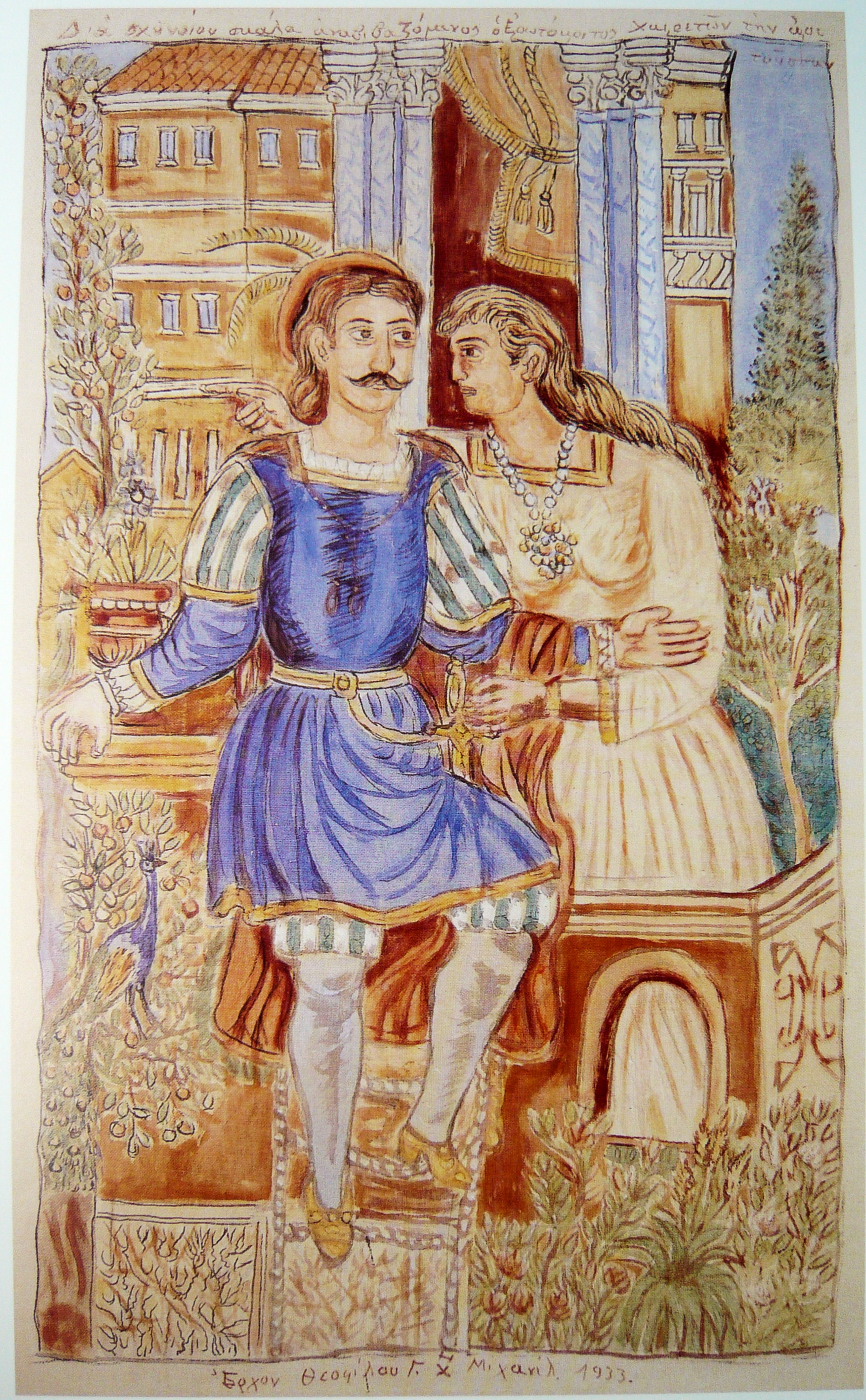
Erotokritos und Arethousa
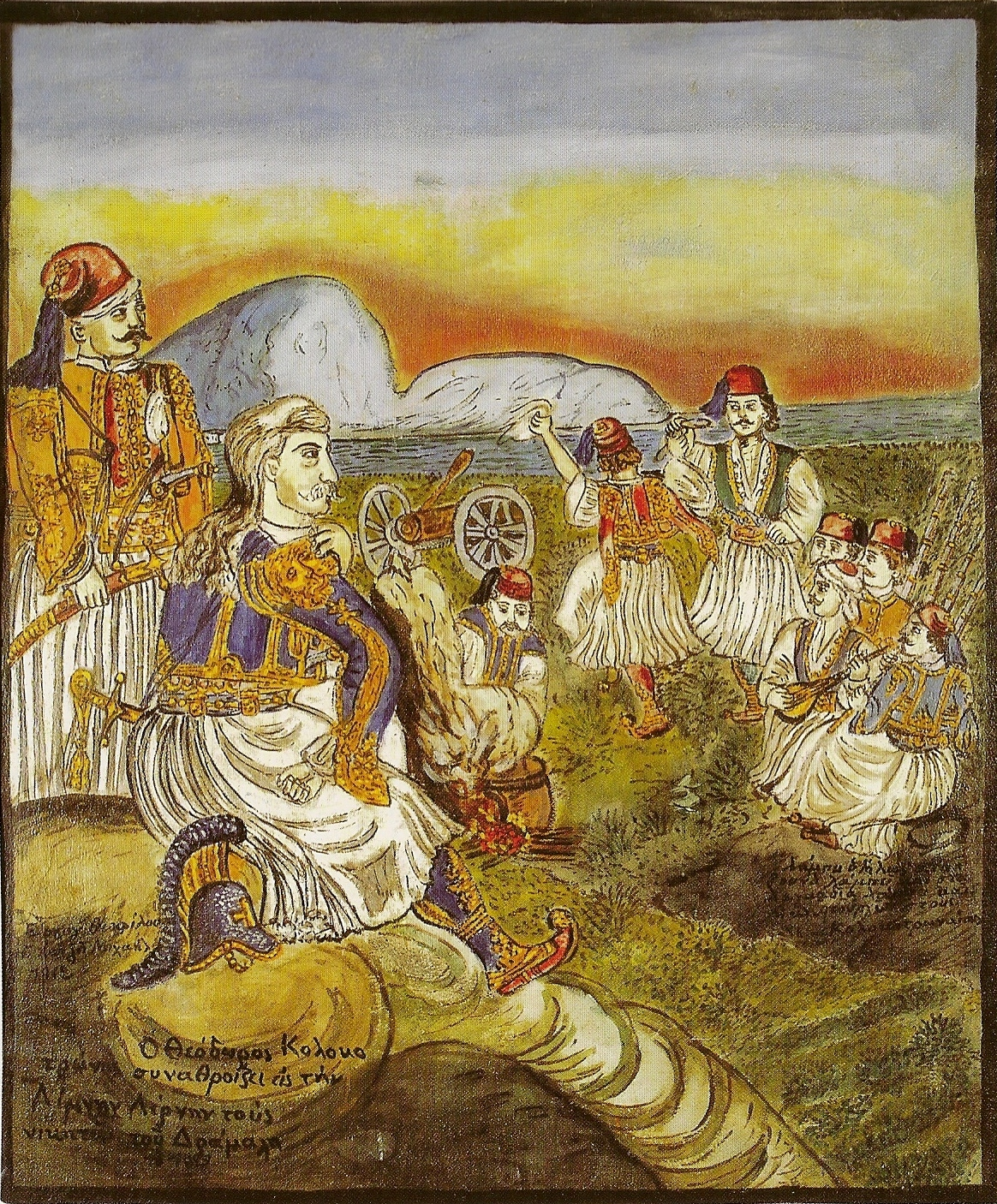
Kolokotronis am Lerni-See
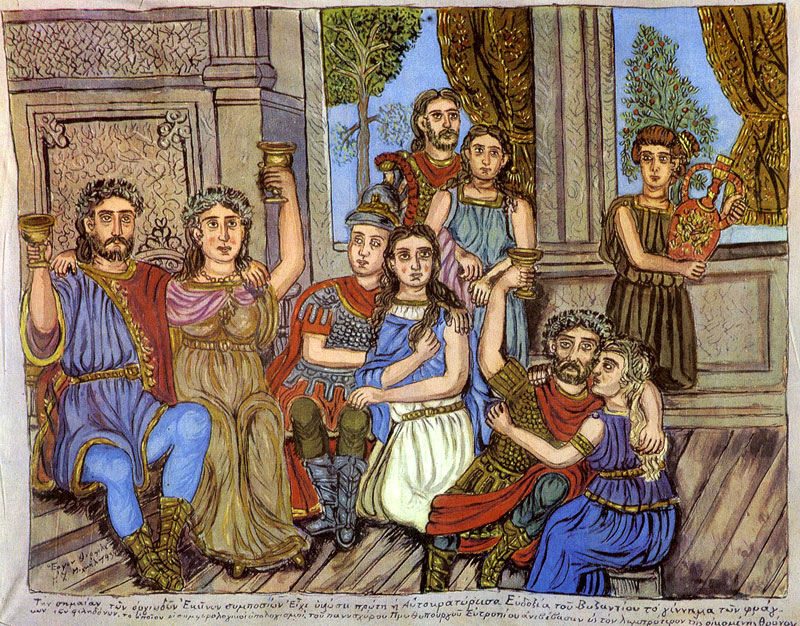
Eudoxia
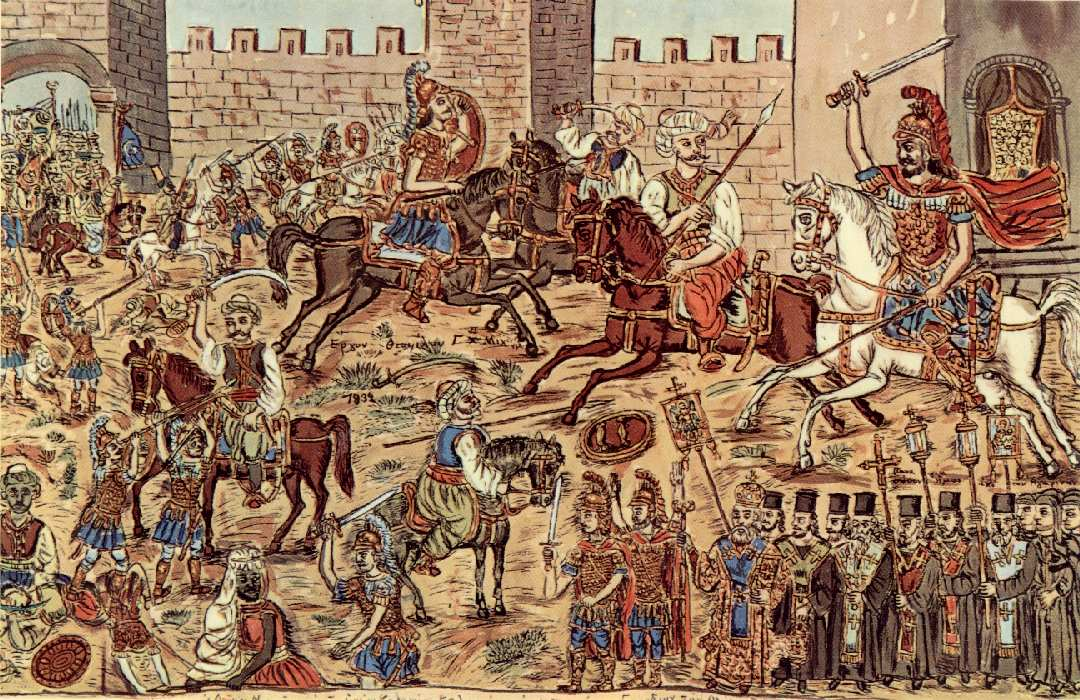
Kaiser Konstantinos Paleologos
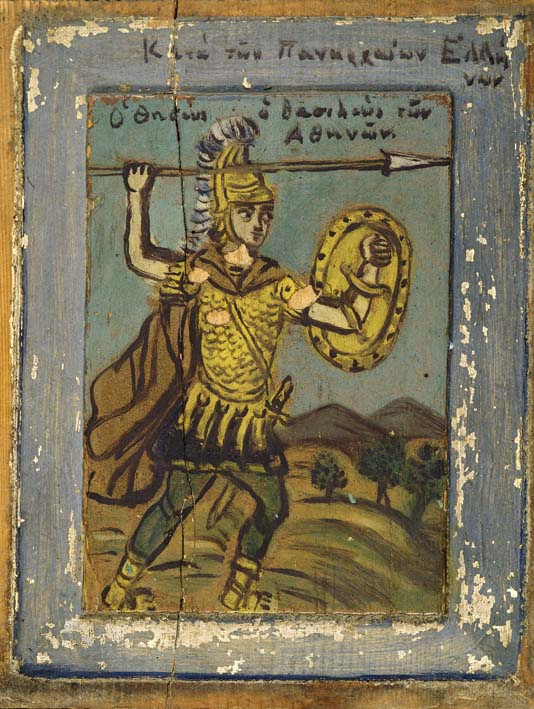
Theseus
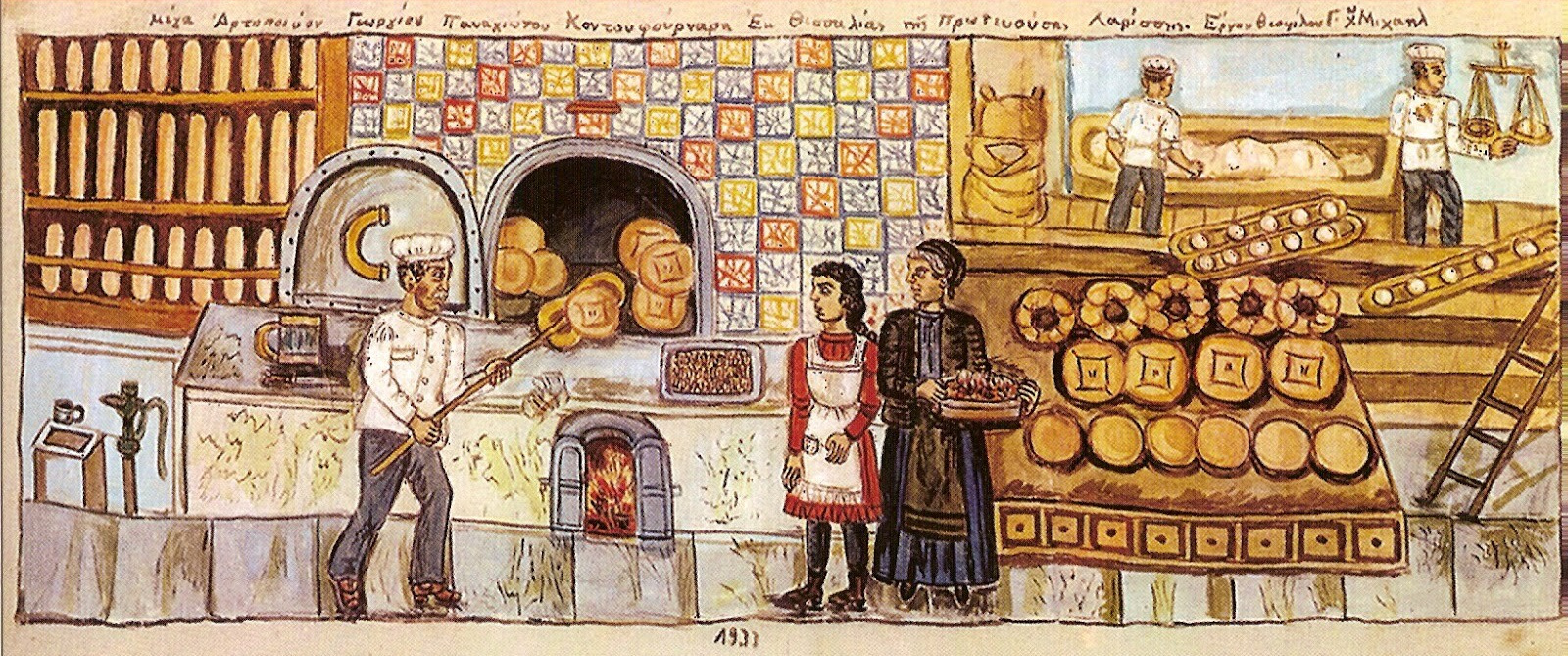
Großbäckerei
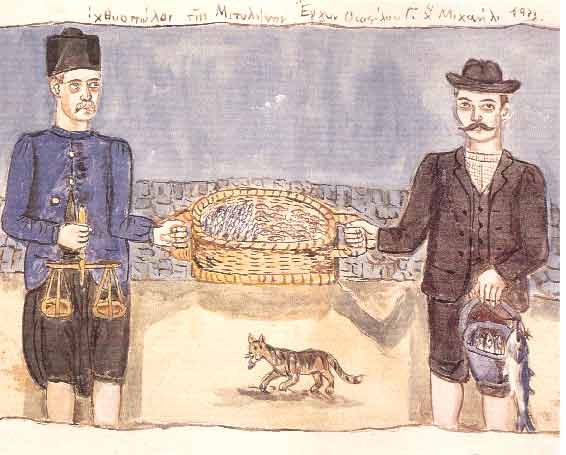
Fischhändler
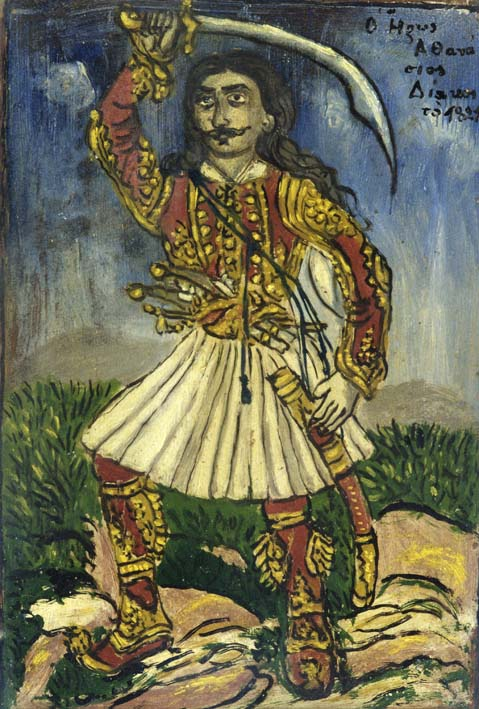
Athanasios Diakos
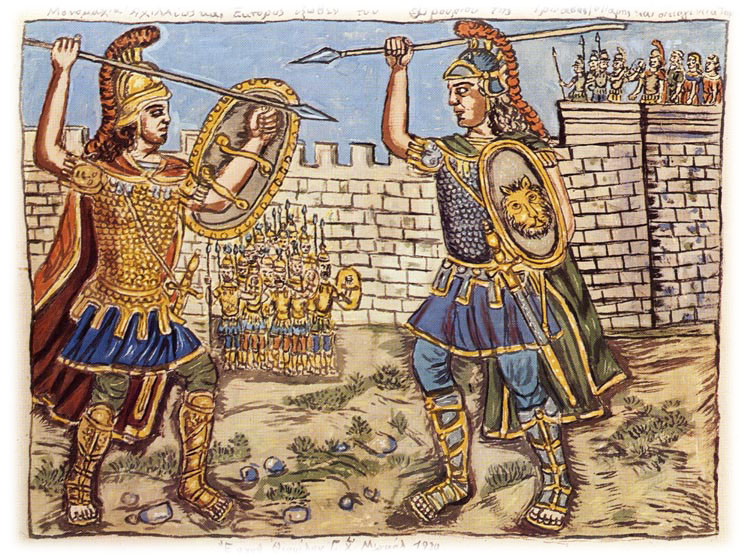
Der Kampf des Achilleus
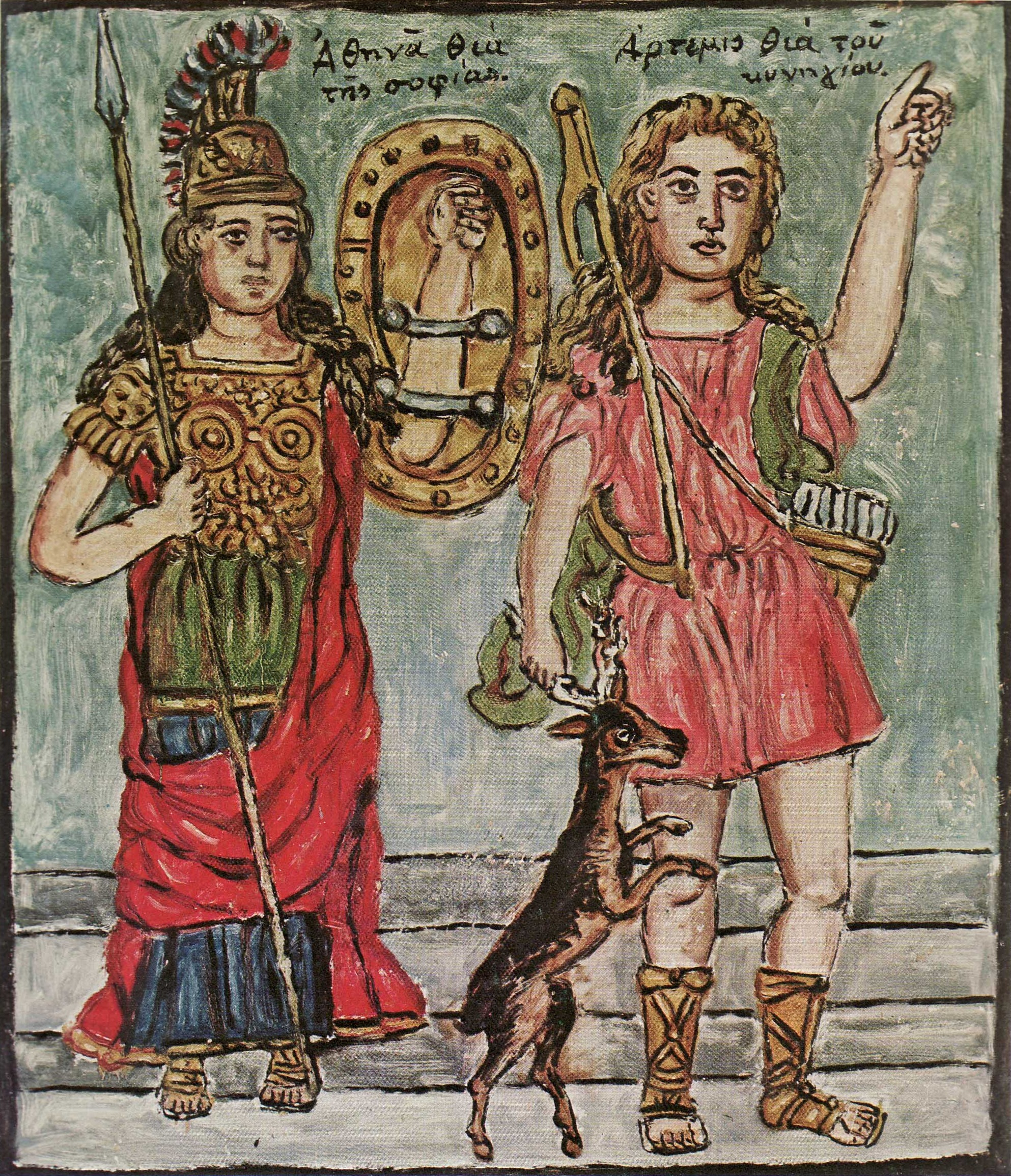
Athena und Artemis
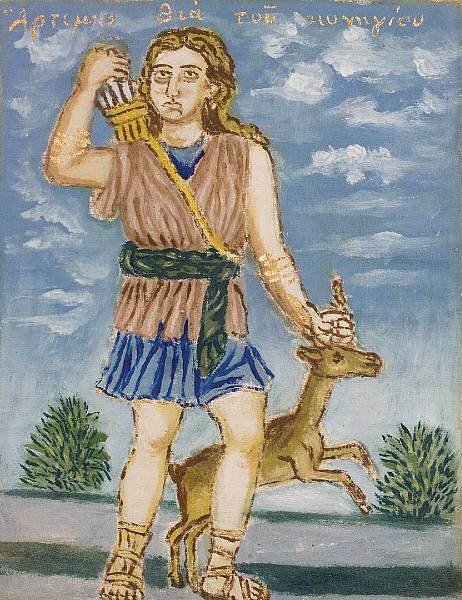
Artemis, Göttin der Jagd
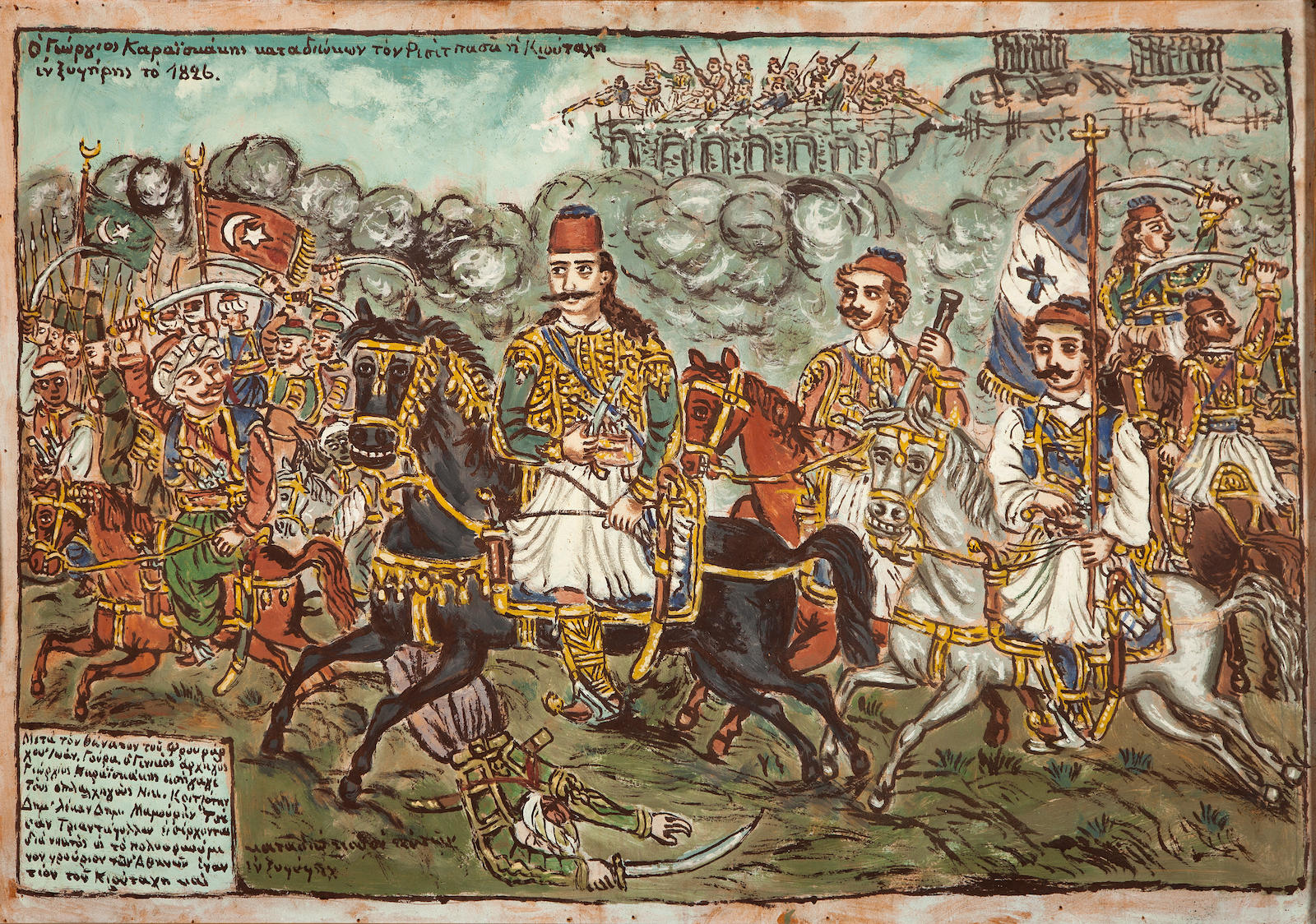
Karaiskakis kämpft gegen die Türken
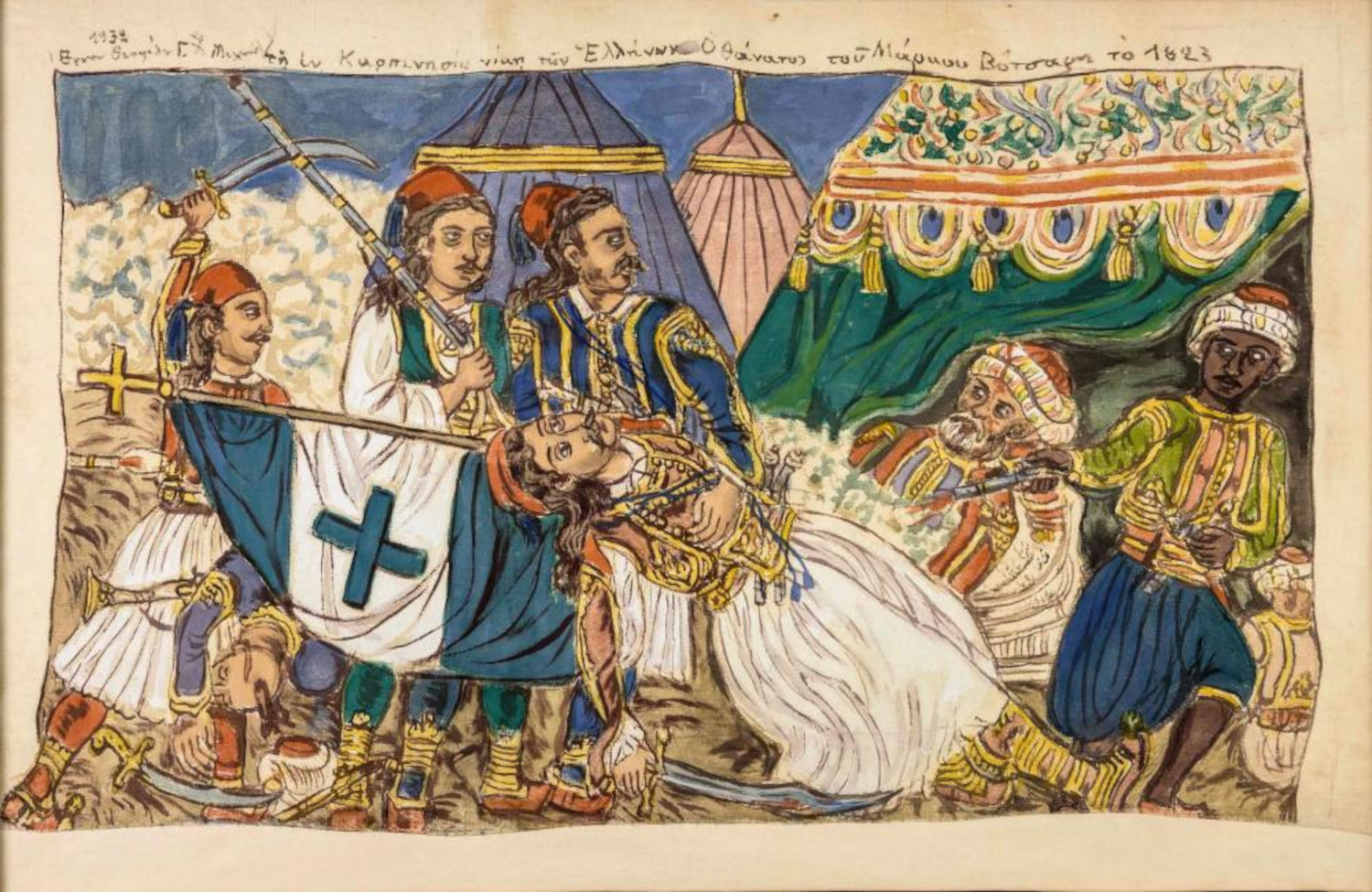
Der Tod des Botsaris
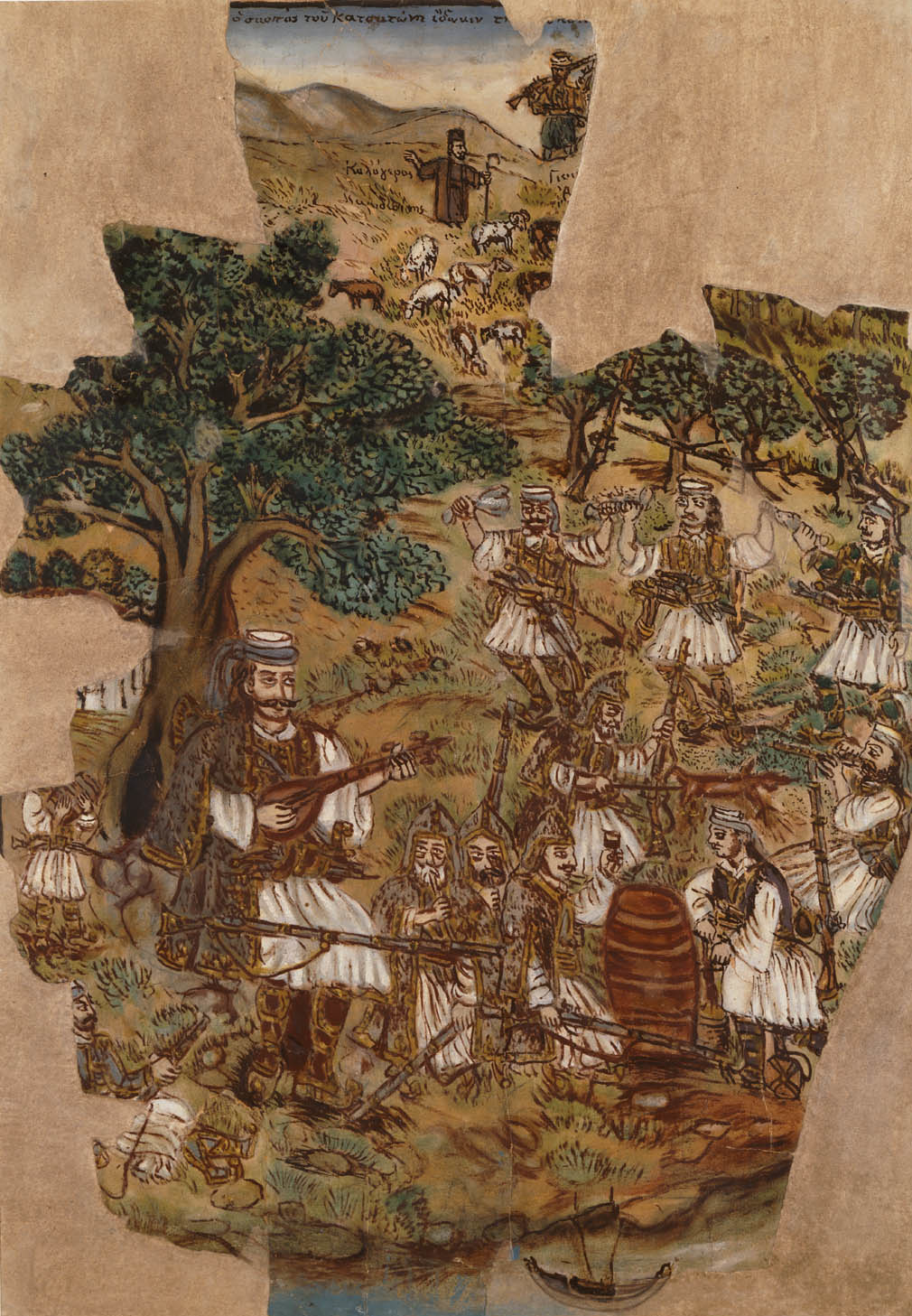
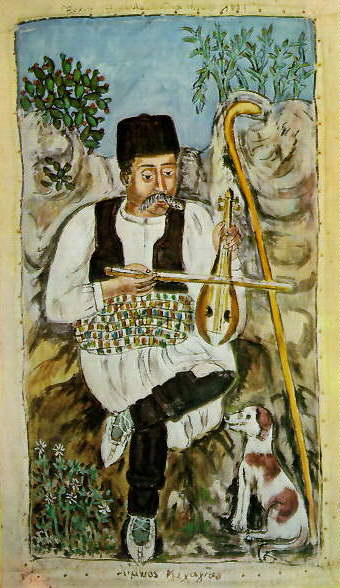
Lyraspieler
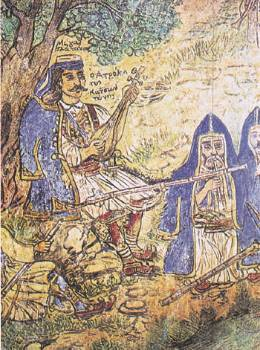
Der furchtlose Katsandonis
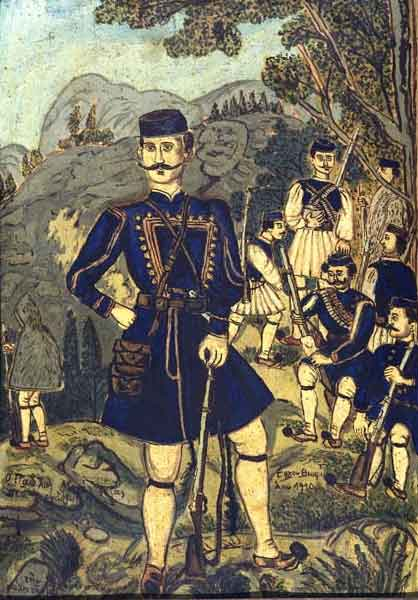
Pavlos Melas
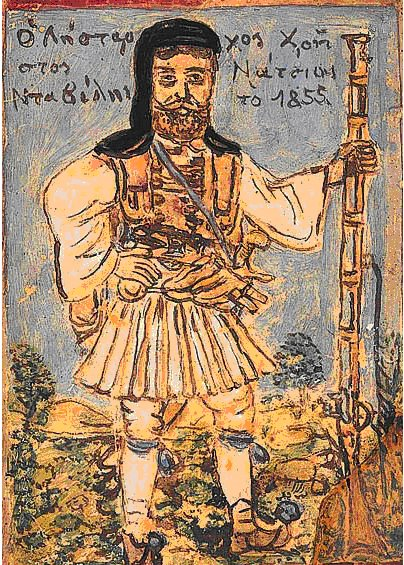
Der Räuber Davelis

## Weblink
- Homepage der Gemeinde zum Theofilos-Museum in Varia mit Abbildungen einiger Bilder (griechisch)

| Personendaten    | Personendaten                                                            |
| ---------------- | ------------------------------------------------------------------------ |
| NAME             | Theofilos                                                                |
| ALTERNATIVNAMEN  | Theophilos; Chatzimichail, Theofilos; Χατζημιχαήλ, Θεόφιλος (griechisch) |
| KURZBESCHREIBUNG | griechischer Maler                                                       |
| GEBURTSDATUM     | um 1870                                                                  |
| GEBURTSORT       | Lesbos                                                                   |
| STERBEDATUM      | 22. März 1934                                                            |
| STERBEORT        | Lesbos                                                                   |